# Journal of Liquid Chromatography & Related Technologies
Das Journal of Liquid Chromatography & Related Technologies, abgekürzt J. Liq. Chromatogr. Relat. Technol., ist eine wissenschaftliche Fachzeitschrift, die vom Taylor & Francis-Verlag veröffentlicht wird. Die Zeitschrift wurde 1978 unter dem Namen Journal of Liquid Chromatography gegründet und erweiterte 1996 den Namen Journal of Liquid Chromatography & Related Technologies. Die Zeitschrift erscheint mit 20 Ausgaben im Jahr. Es werden Artikel veröffentlicht, die sich mit Fragen der Chromatographie beschäftigen.
Der Impact Factor lag im Jahr 2014 bei 0,606. Nach der Statistik des ISI Web of Knowledge wird das Journal mit diesem Impact Factor in der Kategorie analytische Chemie an 64. Stelle von 74 Zeitschriften und in der Kategorie biochemische Forschungsmethoden an 75. Stelle von 79 Zeitschriften geführt.